# 高山登
高山 登（たかやま のぼる、1944年6月29日 - 2023年1月8日）は、日本の前衛美術、現代美術家。

## 人物
1944年6月29日、東京都豊島区長崎に生まれた。
1960年4月、都立北園高校入学。美術部に入る。
1963年3月、都立北園高校卒業。
1963年4月、東京藝術大学美術学部絵画科油画専攻入学。
1968年3月、東京藝術大学美術学部絵画科油画専攻卒業（山口薫教室）。
1970年3月、東京藝術大学大学院美術研究科修士課程修了（野見山暁治研究室）。
1972年、日本国へ帰化。
1973年‐1980年、創形美術専門学校講師。
1975年‐1980年、東海大学教養部非常勤講師。
1978年‐1979年、東京藝術大学美術学部非常勤講師。
1981年‐1991年、宮城教育大学教育学部美術教育科助教授。
1985年3月、宮城県芸術選奨（1984年度）。
1990年9月‐1991年7月、文部科学省在外研究員として、ニューヨークに滞在。
1991年‐2006年、宮城教育大学教育学部美術教育科教授。
1995年3月、宮城県本吉町町制40周年記念式典にて、特別功労の表彰を受ける。
2001年11月、杜の文化会議第6回芸術選奨。
2003年‐2005年、東京藝術大学美術学部先端藝術表現科の非常勤講師も務める。
2006年5月‐2011年、東京藝術東京藝術大学美術学部先端藝術表現科教授。
2001年、円空賞。
東京、仙台を中心に活動。
2023年1月8日、肺がんのため、死去。78歳没。死没日付で正四位に叙され、瑞宝中綬章を追贈された。

## 略歴
- 1944　6月29日池袋に生まれる
- 1963　東京藝術大学入学
- 1970　東京藝術大学大学院美術研究科修士課程修了
- 1981-1991　宮城教育大学教育学部美術教育科助教授
- 1990-1991　6月文部科学省在外研究員（P.S1Museum,international Stujio Artist,N.Y.C）
- 1991-2006　宮城教育大学教育学部美術教育科教授
- 2006-2011　東京芸術大学美術学部先端芸術表現科教授

## 主な展覧会
- 1969　個展：椿近代画廊（東京）
- 1970　個展：田村画廊（東京）

　　　 Space Totsuka ’70 (木、壁、草、土、家、石、空、地、火、空気、水・・・・）：戸塚スペース（横浜市戸塚の高山宅＝司命堂アパート内）
- 1971　第10回現代日本美術展「人間と自然」：東京都美術館ほか
- 1973　第8回パリ国際青年ビエンナーレ：パリ市近代美術館
- 1979　第15回今日の作家’79展Spacial Identities：横浜市民ギャラリー
- 1983　第1回「みやぎの5人」展：宮城県美術館
- 1985　新館開館10周年記念「現代美術の40年」：東京都美術館
- 1986　モノ派 Part III：鎌倉画廊[4]
- 1988　白州・夏・フェスティバル’88：山梨県北巨摩郡白州町横手・大坊地区
- 1989　国営みちのく杜の湖畔公園開園記念「地球讃歌アース・パフォーマンス」地球と演じるアース・アーク：国営みちのく杜の湖畔公園（宮城）
- 1994　モノ派 Part I：鎌倉画廊[5]
- 1995　1970年-物質と知覚　もの派と根源を問う作家たち：岐阜県美術館ほか
- 1997　第2回光州ビエンナーレ「Hybrid & Wood」：光州美術館（韓国）
- 2000　光州ビエンナーレ2000「人+間　特別展　日韓現代美術の断面」：光州美術館（韓国）

　　　 個展：リアスアーク美術館（宮城）
- 2001　みちのくアートフェステイバル2001：国営みちのく杜の湖畔公園（宮城県川崎町）
- 2005　もの派－再考：国立国際美術館（大阪）
- 2010　高山登展―300本の枕木　呼吸する空間―：宮城県美術館
- 2011　高山登退官記念「枕木ー白い闇×黒い闇」：東京藝術大学大学美術館
- 2012　Requiem for the Sun: The Art of Mono-ha：Blum & Poe, Los Angeles; traveled to Gladstone Gallery（ニューヨーク）

　　　 個展：ねずみとり + 地下動物園 + 3.11 -1968年から2012年へ-：鎌倉画廊
- 2015　MONO-HA：MUDIMA財団本部ビル（ミラノ）、MUDIMA財団主催（ミラノ万博関連行事）
- 2017　ジャパノラマ：1970年以降の日本のアート：ポンピドー・センター・メッス（パリ）
- 2018　ニュー・ウェイブ　現代美術の80年代：国立国際美術館（大阪）
- 2019　JINGART：GALLERY KOGUREブース（北京）

　　　 ART021：GALLERY KOGUREブース（上海）
- 2020　個展：GALLERY KOGURE（東京）

　　　 Art Basel Online Viewing Rooms：GALLERY KOGUREブース